# مهرجان فلوريدا للفراولة
يُعد مهرجان فلوريدا للفراولة حدث سنوي في مدينة  بلانيت سيتي بفلوريدا، حيث بدأ منذ عام 1930 من خلال نادي ليونز المحلي وهو نادٍ محلي خيري مخصص لتحسين المجتمع، بعد محاولات عديدة من السكان المحليين في العشرين عامًا الماضية لترويج محصول الفراولة. ابتداءً من عام 1929, عمل نادي الأسود المحلي على التخطيط لمهرجان لتكريم ملك الفراولة، وهو بطل المنطقة في المنتجات الزراعية. يستمر المهرجان لمدة 11 يومًا، ويحضره حوالي نصف مليون راعٍ ومن بلاد أخرى حول العالم.
- يقوم ذلك الحدث على سوق متجول ومبيعات وأنشطة مجانية ترفيهية مختلفة بالإضافة إلى عرض موسيقي يقام مرتين يوميًا. يجب الحصول على تذاكر لحضور تلك الحفلات الموسيقية، بالرغم أن الحضور لتلك الحفلات كان بالمجان، فأول من يحضر كان يحصل على مقعد يُحجز له، ومع ذلك بعد 2017 تم تجديد المكان الذي يقام فيه المهرجان إضافة إلى مقاعد الملعب التي لم تَعد مجانية. وبالتالي  تُعد سنة 2018 السنة الأولى التي لا تتوافر فيها مقاعد مجانية.
- يشتهر ذلك المهرجان أيضًا بكنيسة القديس كليمنت الكاثوليكية والتي تعرف ب «اصنع الكيك الخاص بك» وهي كيكة بالفراولة وهي تظهر في «مهرجان الأكل» على قناة الطبخ © والذي سيعاد عرضه في 2018. عربة قطار المفقودات
- كل عام يقام عرض على شرف تلك المهرجانات لتقديم جائزة شخصية العام الخاصة بمدينة بلانت سيتي.
- يحتوي المهرجان على أنشطة مرتبطة بالمواشي متعلقة بالنادي 4-H المحلي.
- ملعب المهرجان للعروض الموسيقية يسبق المهرجان معرض ولاية فلوريدا الذي يُقام بالقرب من معارض الولاية.عربة قطار المفقودات

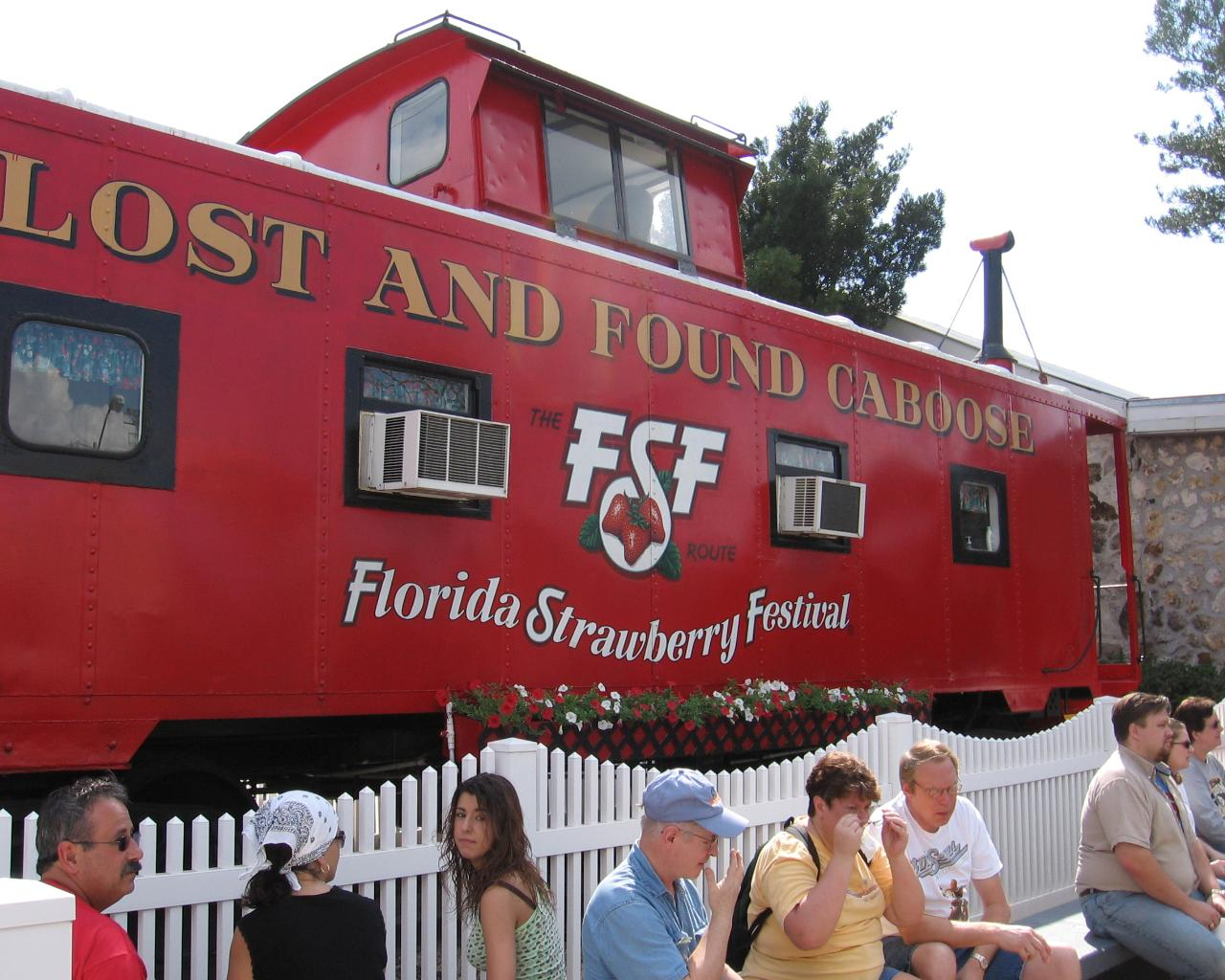
عربة قطار المفقودات

- وجد بالمهرجان أيضًا مسابقة ملكة جمال، حيث تُتوج فيها ملكة الفراولة. وقد تُوجت درو نوتس، خريجة مدرسة بلانت سيتي الثانوية، كملكة عام 2017، من قِبَل الملكة السابقة هالي ريلي. يتمثل أفضل وصف لمسابقة ملكة الجمال بـ The Strawberry Girls (فتيات الفراولة)، على حد تعبير الصحفية آن هول، والتي ظهرت في مجلة The New Yorker في 11 و18 أغسطس للعام 2008

## عروض مهرجان فلوريدا للفراولة

### عرض 2017
ويلي نيلسون (أول عرض ما بعد الظهر تم بيعه في تاريخ مهرجان الفراولة)

### عروض 2015

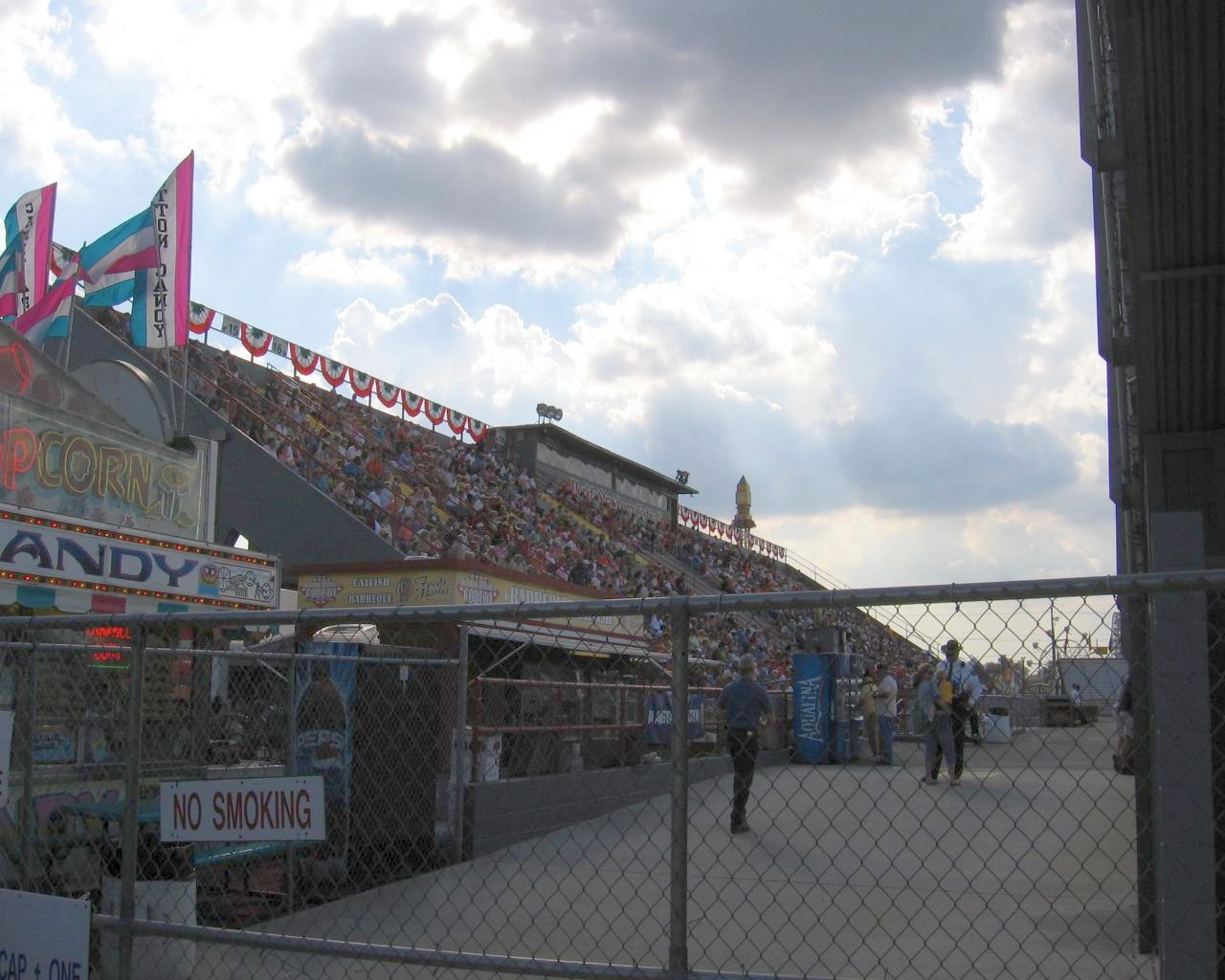
ملعب المهرجان للعروض الموسيقية

جيمي ستاف، بوبي فينتون، ألاباما، ميل تيليس، سكوتي ماكريري، ميرزم، كيفن كوستنر، هانتر هايز، سوير براون، هابي توجثر تور، روني ميلساب، سارة إيفانز، ريكي سكاجز، كريج مورجان، تومي دورسي أوركسترا، أوك ريدج بويز، نيوز بويز، لوريتا ليين، بويز II مين، داي+ شاي، جون ليجيند، لونا شلبي× بيرمالي،REBA .

### عروض 2012
ديمي لوفاتو (كجزء من جولة ليلة خاصة مع ديمي لوفاتو)

## روابط خارجية
- Florida Strawberry Festival (الموقع الرئيسي)
- Strawberry Festival Parade(الموقع الرئيسي)
- Food Fest! Your Complete Guide to Florida's Food Festivals
- St Clement newsletter from March 2007 : بها صورة لصانع كعكة الshortcake
- https://www.plantcityobserver.com/photo-gallery/past-presence-history-behind-strawberry-fests-star-power